# Elecciones generales de Costa Rica de 2014
Las elecciones presidenciales de Costa Rica de 2014 se realizaron el 2 de febrero de 2014 (primer domingo de febrero según la Constitución) para elegir al presidente de Costa Rica, los vicepresidentes y diputados de la Asamblea Legislativa, y fueron los decimosextos comicios para tal efecto realizados desde la promulgación de la Segunda República en 1949. Por primera vez no se realizó una elección de regidores debido a que una reforma al Código Municipal de 2008 unificó las elecciones de autoridades municipales a mitad de período, por lo que se realizaron en 2016. Fueron las primeras en las cuales los costarricenses en el exterior (más de 9000 empadronados) pudieron votar.
Luis Guillermo Solís Rivera del Partido Acción Ciudadana obtuvo un 30,64 % de los votos, Johnny Araya Monge del Partido Liberación Nacional obtuvo un 29,71 %, José María Villalta del Frente Amplio obtuvo un 17,25 %, Otto Guevara del Movimiento Libertario obtuvo un 11,34 % y Rodolfo Piza Rocafort del Partido Unidad Social Cristiana obtuvo un 6,02 %. Dado que ningún candidato obtuvo el 40 % requerido para ser electo presidente, se realizó una segunda ronda de votaciones el 6 de abril con los dos candidatos con mayor cantidad de votos obtenidos.
En la segunda ronda, resultó elegido Luis Guillermo Solís quien recibió 1 338 321 votos (77,8 % de los sufragios) por sobre su rival Johnny Araya quien cosechó 382 600 votos (22,2 %)
Es la segunda vez que se requiere una segunda ronda (la primera fue en las elecciones de 2002). También es la primera vez que el Partido Acción Ciudadana es el partido más votado, siendo además la primera vez que no gana un partido tradicional, es decir, que no proviene del calderonismo ni del liberacionismo. Además, el respaldo recibido por el Frente Amplio fue el mayor que ha tenido la izquierda costarricense desde las elecciones de 1940, y fue la primera vez desde las elecciones de 1932 que un candidato en segunda ronda renuncia a sus aspiraciones.

## Antecedentes
Las previas elecciones presidenciales se realizaron el 7 de febrero de 2010. En ellas resultó ganadora la candidata Laura Chinchilla del Partido Liberación Nacional (PLN), entonces oficialista puesto que a él pertenecía el presidente de turno Óscar Arias, de quien Chinchilla fue primera vicepresidenta. Chinchilla era vista como la precandidata del arismo dentro del PLN y venció a su principal rival, el alcalde josefino Johnny Araya Monge, quien era apoyado por sectores liberacionistas fuertemente antiaristas. Chinchilla triunfó sobre los dos principales candidatos, Ottón Solís del centroizquierdista Partido Acción Ciudadana y Otto Guevara del partido derechista Movimiento Libertario. La victoria de Chinchilla implicó la primera ocasión en que una mujer llegó a ser presidenta de Costa Rica y una continuación del PLN en el poder. Sin embargo, el gobierno de Chinchilla se convirtió en uno de los gobiernos más impopulares y subvalorados en la historia del país.

## Coalición opositora
La idea de conformar una alianza opositora entre partidos y sociedad civil para las elecciones del 2014 se había estado fraguando entre distintos actores políticos. Entre 2012 y 2013 se manifestó a favor de ésta formalmente la Comisión Política del Partido Acción Ciudadana, el presidente del Partido Unidad Social Cristiana Gerardo Vargas y el expresidente de la República Rafael Ángel Calderón, el presidente y candidato presidencial del Movimiento Libertario Otto Guevara, el diputado Justo Orozco de Renovación Costarricense, el entonces presidente del Partido Frente Amplio José Merino del Río así como el diputado del mismo partido José María Villalta, los entonces precandidatos del Partido Acción Ciudadana Claudio Monge, Luis Guillermo Solís y Juan Carlos Mendoza, y la asamblea nacional y el comité ejecutivo de Alianza Patriótica.Al respecto la presidenta del PAC de aquel momento y exdiputada Elizabeth Fonseca aseguró que mantendrán reuniones y conversaciones con diversos sectores para alcanzar una coalición de cara a las elecciones del 2014. Justo Orozco de Renovación Costarricense, aunque tradicional aliado al liberacionismo en la Asamblea Legislativa, aseguró que no deseaba otro gobierno del Partido Liberación Nacional al que considera un partido neoliberal.
Por su parte Otto Guevara del Movimiento Libertario manifestó su interés de crear una alianza o coalición opositora con los partidos Unidad Social Cristiana, Acción Ciudadana y PASE, con un acercamiento principalmente al PUSC con el que adujo tener mayores coincidencias. El exdiputado pacsista Juan Carlos Mendoza quien ocupó la presidencia del Congreso mediante una alianza opositora también había insistido en que es necesaria una coalición de oposición para ganar las elecciones del 2014 mencionando explícitamente a los partidos Frente Amplio, PASE y PUSC. Gerardo Vargas describió la coalición como "prioridad" de su partido, mientras el entonces presidente de Alianza Patriótica Mariano Figueres hizo un llamado a iniciar conversaciones para una alianza que describió como antineoliberal, el cual recibió respuesta positiva de los dirigentes del PAC Claudio Monge, Luis Guillermo Solís y Juan Carlos Mendoza. El excandidato y uno de los principales líderes del PAC, Ottón Solís, en principio afirmó que de la eventual coalición opositora debían estar excluidos Calderón y Otto Guevara (postura secundada por Merino) lo que generó reacciones negativas entre los partidos Unidad Social Cristiana y Movimiento Libertario, si bien Solís posteriormente cambió su postura y publicó un artículo en La Nación haciendo un llamado a la alianza y, al igual que Calderón, decidieron alejarse de las negociaciones y darle espacio a liderazgos emergentes de sus partidos Calderón manifestó que el país se encuentra en un “reacomodo partidario de ahí la necesidad de fortalecer una gran segunda fuerza de oposición” y que “El consolidar una alianza partidaria, como ya se ha dado en el pasado, dará la posibilidad para que dentro de ocho años se logre establecer un nuevo y gran partido político”. 
Mariano Figueres por su parte afirmó: “En este momento, el Partido Liberación Nacional se siente con fuerza, como toro solo en el potrero, porque la oposición está dividida y hay que hacer esfuerzos para detener al PLN, aunque lo que se busca es una alianza sentada sobre una plataforma programática e ideológica y no con un mero fin electorero”. El Partido Accesibilidad Sin Exclusión (en ese período aliado del oficialismo en la Asamblea) fue el único que anunció oficialmente a través de su secretaría que no participará de ninguna alianza opositora. Incluso el expresidente José María Figueres del oficialista Partido Liberación Nacional había planteado el deseo de formar una coalición, para tal efecto invitó a figuras como Otto Guevara del ML, Elizabeth Fonseca del PAC y José María Villalta del FA pero todos declinaron la invitación y aseguraron que no están interesados en una coalición con el PLN.
El viernes 26 de octubre de 2012 dos precandidatos del Partido Acción Ciudadana Luis Guillermo Solís y Juan Carlos Mendoza y dos del Partido Unidad Social Cristiana Pedro Muñoz y Roberto Suñol (ambos de la rama anticalderonista Renacer Socialcristiano) firmaron un acuerdo para iniciar charlas y negociaciones respecto a una posible alianza o coalición opositora, con aprobación de Ottón Solís. El día siguiente sábado 27 de octubre Rafael Ángel Calderón y Otto Guevara del Movimiento Libertario hicieron público un acuerdo para realizar una alianza y elegir candidato en una convención abierta y aseguraron que las conversaciones entre ambos se habían realizado desde tiempo atrás. Calderón aseguró que no se postularía pero apoyaría al candidato de su tendencia, Convergencia Calderonista, así mismo ha amenazado con retirar al calderonismo del PUSC en caso de que se cambiaran las fechas de las asambleas distritales como pretende Renacer Socialcristiano (su tendencia rival). Se dieron reuniones y conversaciones entre representantes de los partidos Alianza Patriótica, Acción Ciudadana, Movimiento Libertario, Partido Unidad Social Cristiana, Renovación Costarricense, Unión Nacional y Partido Patria Nueva. El grupo denominado "Coalición 2014" realiza conversaciones entre las principales fuerzas de derecha; PUSC, ML, PASE, PRC y PUN que terminan sin acuerdo.Las negociaciones entre los partidos de centroizquierda PAC, PPN, AP y FA continuaron, aunque el FA había ya días antes manifestado sus discrepancias y dudas al respecto. PPN se retira de las negociaciones días antes del fin de semana en que estaban planeadas las asambleas nacionales que aprobaran la coalición. 
El domingo 28 de julio los presidentes de los partidos Acción Ciudadana, Alianza Patriótica y Frente Amplio emiten un comunicado informando que aún habiendo llegado a acuerdos programáticos y políticos a implementar desde distintos espacios, las comisiones políticas de los tres partidos consideraban inviable la coalición poniendo fin al proyecto de la misma.

## Primarias

### Partido Liberación Nacional
Como aspirantes a la nominación presidencial del Partido Liberación Nacional (PLN) se postularon el exalcalde de San José Johnny Araya Monge, el ex ministro de la Presidencia Rodrigo Arias Sánchez, el expresidente del Congreso Antonio Álvarez Desanti, el expresidente José María Figueres Olsen y el exministro de Seguridad Fernando Berrocal Soto.[cita requerida] Desanti retiró su precandidatura el 18 de septiembre de 2012, dándole la adhesión a Araya a cambio de ser nombrado candidato en primer lugar por la lista de la provincia de San José. Figueres depuso sus intenciones de ser reelecto, haciéndolo público el 31 de octubre de 2012, sin darle la adhesión a ningún precandidato.[cita requerida] Arias se retiró de la contienda el 4 de enero de 2013, y Berrocal depuso su precandidatura el 9 de enero de 2013.
Araya fue ratificado como candidato presidencial del PLN el 31 de enero de 2013. Sin embargo, elecciones distritales internas del 29 de abril de 2013 la tendencia arista resultó vencedora, obteniendo la mayoría de los votos para la renovación de estructuras.

### Partido Acción Ciudadana
|  | 35,48 % |

|  | 34,99 % |

|  | 24 % |

|  | 4 % |

En la primera fuerza de oposición, Ottón Solís, líder del Partido Acción Ciudadana (PAC), anunció que no se postulará por cuarta vez a la presidencia, cediendo la oportunidad a nuevos candidatos. Oficalizaron su precandidatura el politólogo Luis Guillermo Solís Rivera, el diputado y expresidente del Congreso Juan Carlos Mendoza García,  la exdiputada y expresidenta del partido Epsy Campbell Barr y el exdiputado Ronald Solís Bolaños.
Campbell fue precandidata en la Convención Nacional Ciudadana de 2009. Aunque se rumoreó que el empresario Román Macaya Hayes sería precandidato nuevamente desde el proceso anterior, este negó tener aspiraciones y declaró que no participará como precandidato esta vez. Otros aspirantes que se retiraron antes de formalizar su inscripción fueron la presidenta de la Cámara de Exportadores Mónica Segnini y el diputado Claudio Enrique Monge Pereira.
Luis Guillermo Solís se convirtió en candidato del partido al ganar con 35 % de los votos, superando a su más inmediato rival por 113 votos solamente.

### Partido Unidad Social Cristiana
|  | 77 % |

|  | 23 % |

En el Partido Unidad Social Cristiana (PUSC) inscribieron sus precandidaturas el médico Rodolfo Hernández Gómez y el abogado Rodolfo Piza Rocafort El abogado Roberto Suñol retiró su precandidatura y le dio la adhesión a Hernández, y el exregidor Pedro Muñoz Fonseca hizo lo mismo en favor de Piza. Controversialmente, durante la precampaña salió a la luz que Hernández votó a favor del Tratado de Libre Comercio entre Estados Unidos, Centroamérica y República Dominicana en el referéndum respectivo y por Óscar Arias en las elecciones presidenciales de 2006. La convención se realizó el 19 de mayo de 2013 con una poca participación del electorado, obteniendo la victoria Hernández con el 77 % de los votos, mientras que Piza obtuvo el 23 %. A pesar del resultado, Hernández renunció antes de que la asamblea nacional del partido ratificara la candidatura, por lo que Piza asumió la candidatura.

## Candidatos
Cada partido político de los trece inscritos propuso un candidato para presidente y candidatos para primer y segundo vicepresidentes. Estos fueron:
|  | 30 % |

|  | 77 % |

|  | 29 % |

|  | 22 % |

|  | 17 % |

|  | 11 % |

|  | 6 % |

|  | 1.5 % |

|  | 1.3 % |

|  | 0.81 % |

|  | 0.53 % |

|  | 0.29 % |

|  | 0.25 % |

|  | 0.23 % |

|  | 0.21 % |

## Partidos políticos fundados para esta elección
Muchos partidos del país renovaron con éxito sus estructuras y mantuvieron su personería jurídica e inscripción electoral ante el Tribunal Supremo de Elecciones. Además, se fundaron cinco partidos nuevos: Partido Patria Nueva (centroizquierda), Partido Centro Democrático y Social (derecha), Partido Nueva Generación (centroderecha), Partido Avance Nacional (centroderecha) y Partido de los Trabajadores (extrema izquierda). A estos se suma Restauración Nacional (derecha), que antes de 2013 fue de escala provincial y logró ascender a nivel nacional. De estos partidos, en total quince, catorce presentaron sus candidatos presidenciales. El Partido Centro Democrático y Social no participó en las elecciones aduciendo falta de recursos.

### Avance Nacional
El Partido Avance Nacional fue fundado y liderado por el político conservador, exdiputado y ex defensor de los habitantes José Manuel Echandi Meza quien fue su candidato presidencial y a diputado por el primer lugar de San José para las elecciones legislativas de Costa Rica de 2014. El partido no obtuvo diputados.
Echandi fue Defensor de los Habitantes y miembro del Partido Unidad Social Cristiana hasta su salida de este partido a mediados del 2005. Echandi resucitó el partido de su tío, el expresidente derechista Mario Echandi, conocido como Partido Unión Nacional y fue candidato por el mismo a presidente y diputado simultáneamente. Aunque obtuvo poco más del 1% de los votos para presidente, si logró ser electo diputado. Durante su gestión estuvo a favor del Tratado de Libre Comercio con Estados Unidos y apoyó al Partido Liberación Nacional en distintas votaciones claves y la elección del Directorio. Le daría la adhesión a la candidata liberacionista Laura Chinchilla para las elecciones presidenciales de 2010.
Echandi se separó del Partido Unión Nacional tras ser acusado de corrupción por el comité ejecutivo del mismo, él a su vez acusó a los miembros del comité ejecutivo también de actos irregulares.

### Centro Democrático y Social
El Partido de Centro Democrático y Social fue un partido político costarricense fundado mayormente por figuras políticas provenientes del Partido Unidad Social Cristiana. Fue fundado en junio del año 2012. El partido afirmó que no presentaría candidatos a la presidencia ni a la Asamblea Legislativa alegando falta de fondos.
Entre sus miembros destacaron Alberto Trejos, ex ministro de Comercio Exterior de la administración Pacheco e impulsor del Tratado de Libre Comercio con Estados Unidos, la exdiputada Lorena Vázquez, el ex ministro de Obras Públicas Rodolfo Méndez Mata quien lideró a los grupos socialcristianos a favor del TLC, el exministro de Educación Gerardo Vargas, el ex canciller Roberto Tovar y exdiputado de Fuerza Democrática Rodrigo Gutiérrez Schwanhausen entre otros.

## Campaña primera ronda
El primer partido en presentar un candidato fue el oficialista Partido Liberación Nacional, el cual postuló al exalcalde de San José Johnny Araya Monge el 31 de enero del 2013.[cita requerida] El segundo en designar su candidato es el partido Frente Amplio, nominando al diputado José María Villalta el 9 de mayo de 2013.

### Partidos políticos

#### Liberación Nacional
La campaña de Johnny Araya en principio intentó distanciarse de la simbología tradicional del Partido Liberación Nacional debido a la impopularidad del gobierno de Laura Chinchilla.

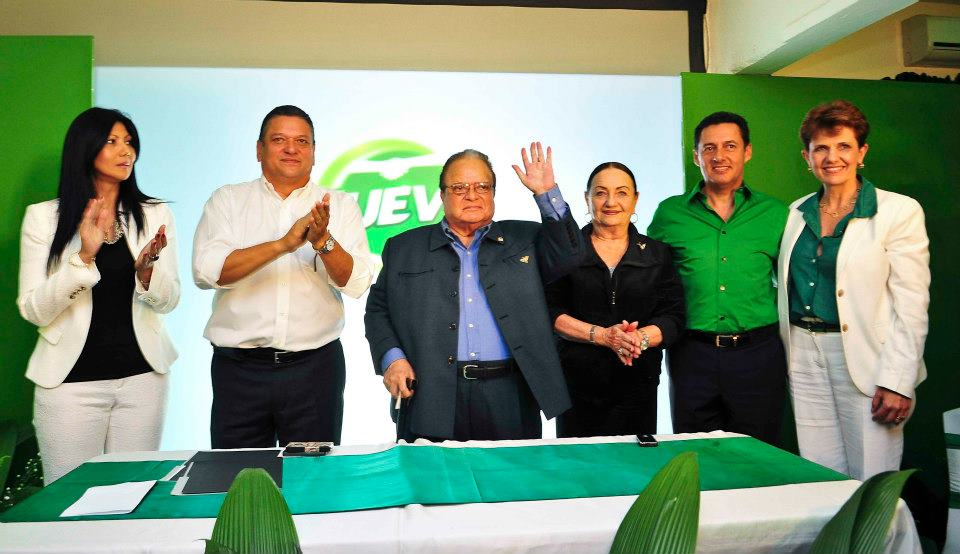
Johnny Araya presenta formalmente su candidatura, a su lado su tío el expresidente Luis Alberto Monge, su esposa Sandra León y su jefe de campaña Antonio Álvarez Desanti, entre otros dirigentes

A raíz de una actuación del comediante mexicano Adal Ramones en Costa Rica en la que realizó chistes contra el candidato Johnny Araya, un ciudadano costarricense interpuso una denuncia en el Tribunal Supremo de Elecciones contra Ramones, argumentando que se violaba la premisa constitucional que prohíbe a los extranjeros intervenir en la política electoral.
En diciembre de 2013, el expresidente José María Figueres Olsen se sumó a la campaña de Araya, pero no así el expresidente Óscar Arias ni su hermano Rodrigo.[cita requerida]

#### Avance Nacional
El exdiputado y ex Defensor de los Habitantes José Manuel Echandi fue designado candidato por el Partido Avance Nacional el 11 de mayo de 2013.

#### Unidad Social Cristiana
Rodolfo Hernández obtuvo la nominación presidencial en el Partido Unidad Social Cristiana tras imponerse en las primarias.
Hernández renunció a su candidatura presidencial el 3 de octubre de 2013 con una carta de renuncia donde realiza duras denuncias y hace un llamado a salvaguardar la democracia pues según él ha sido violada por los que deben protegerla.

Nunca pensé que me tendría que enfrentar a tanta intriga, tanta envidia, tanto egoísmo, tanta traición y tanta deslealtad. No cabía en mi mente que la política se prestase para dañar; me resistía a aceptar que una acción tan noble como la política hubiese sido prostituida desde sus cimientos [...]. Medio año ha sido suficiente para comprobar el diagnóstico: la democracia está en cuidados intensivos porque los responsables de velar por ella la ultrajaron, la  debilitaron, la violaron y pretenden mantenerla así, secuestrada, para favorecer intereses personales o de grupo que yo no puedo cohonestar. En estos meses, junto a mi esposa, mis hijas y mis yernos, he peleado la batalla de mi vida para adecentar la política, para devolverle la fe a la gente, para recuperar la esperanza y para restaurar la dignidad perdida. Pero todo tiene su límite. A pesar de que estamos a cinco puntos del candidato oficial, he decidido retirarme y volver a la Dirección del Hospital Nacional de Niños para satisfacer mi vocación: la de servirle a Costa Rica desde un ambiente no contaminado, rodeado de amor, honor, respeto y fraternidad.
Rodolfo Hernández

Rodolfo Piza lo sustituyó como candidato. Piza aseguró que defendería la vida desde la concepción y que opondría a la fertilización in vitro cuando implique congelamiento de embriones. También se declaró continuador de la herencia legada por los expresidentes socialcristianos Rafael Ángel Calderón Guardia, Mario Echandi Jiménez, José Joaquín Trejos Fernández, Rodrigo Carazo Odio y Rafael Ángel Calderón Fournier.

#### Acción Ciudadana
Luis Guillermo Solís resultó vencedor en las primarias ciudadanas, siendo declarado candidato del Partido Acción Ciudadana el 29 de julio de 2013.

#### Patria Nueva
José Miguel Corrales, excandidato presidencial del Partido Liberación Nacional en las elecciones de 1998, oficializó su candidatura por el recién formado Partido Patria Nueva el 22 de mayo de 2013 en el Hotel Costa Rica.
El domingo 22 de setiembre de 2013, en una asamblea nacional del partido, Corrales renunció a su candidatura presidencial en protesta por la decisión de la asamblea de escoger como candidato a diputado por la provincia de San José a Álvaro Montero Mejía sobre el candidato que Corrales deseaba, Óscar Aguilar Bulgarelli. Sin embargo, volvió a ratificarse como candidato presidencial.

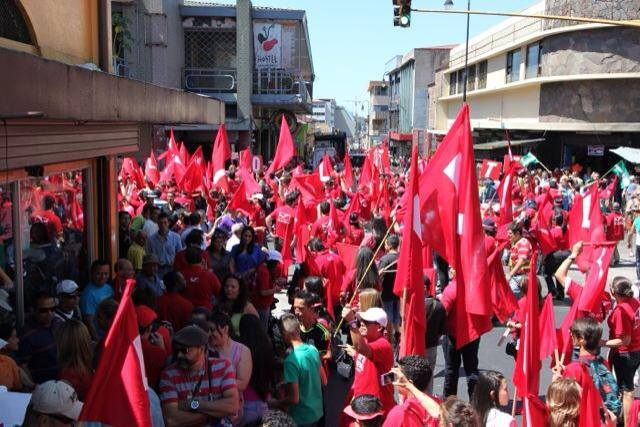
Concentración de militantes del Movimiento Libertario en la campaña presidencial de 2014

El 12 de octubre de 2013, la asamblea nacional de Patria Nueva escogió a la ex Defensora de los Habitantes Lisbeth Quesada Tristán como candidata a diputada de la provincia de San José, seguida por Óscar Aguilar Bulgarelli, quien contaba con el respaldo de Corrales y el diputado Célimo Guido Cruz.

#### Movimiento Libertario
Otto Guevara fue elegido por cuarta vez candidato del Movimiento Libertario el 9 de junio de 2013, asegurando que se realizaría una campaña "de trapos sucios".
En un debate, Guevara se declaró defensor de los valores cristianos, afirmó oponerse al aborto, a la fertilización in vitro y al matrimonio entre personas del mismo sexo. Aseguró además que su partido ha adoptado principios cristianos y de la doctrina social de la Iglesia, combinándolos con el liberalismo.
Guevara recibió la adhesión de varios dirigentes del Partido Unidad Social Cristiana que desertaron tras la renuncia de Rodolfo Hernández como candidato.

#### Renovación Costarricense
El 22 de junio de 2013, la asamblea nacional del partido Renovación Costarricense escogió al diputado Justo Orozco como candidato presidencial. Orozco recibió atención nacional e internacional por sus posturas contra la fertilización in vitro y las uniones civiles entre personas del mismo sexo.

#### Restauración Nacional
El partido Restauración Nacional, originalmente inscrito como partido provincial de San José, logró inscribirse como partido de escala nacional en mayo de 2013, escogiendo al entonces diputado Carlos Avendaño como su candidato.

#### Frente Amplio
Dentro del Frente Amplio eligieron candidatos a diputados a Patricia Mora, presidenta del partido y viuda de José Merino acompañada por el sindicalista Jorge Arguedas como primeros lugares por San José, al presbítero Ronal Vargas Araya, aspirando a una plaza en Guanacaste, mientras en Alajuela al abogado ambientalista Edgardo Araya Sibaja y por Limón al sacerdote católico Gerardo Vargas, Ligia Fallas Sindiclista, Carlos Hernández Sindicalista y José Ramírez luchador social.

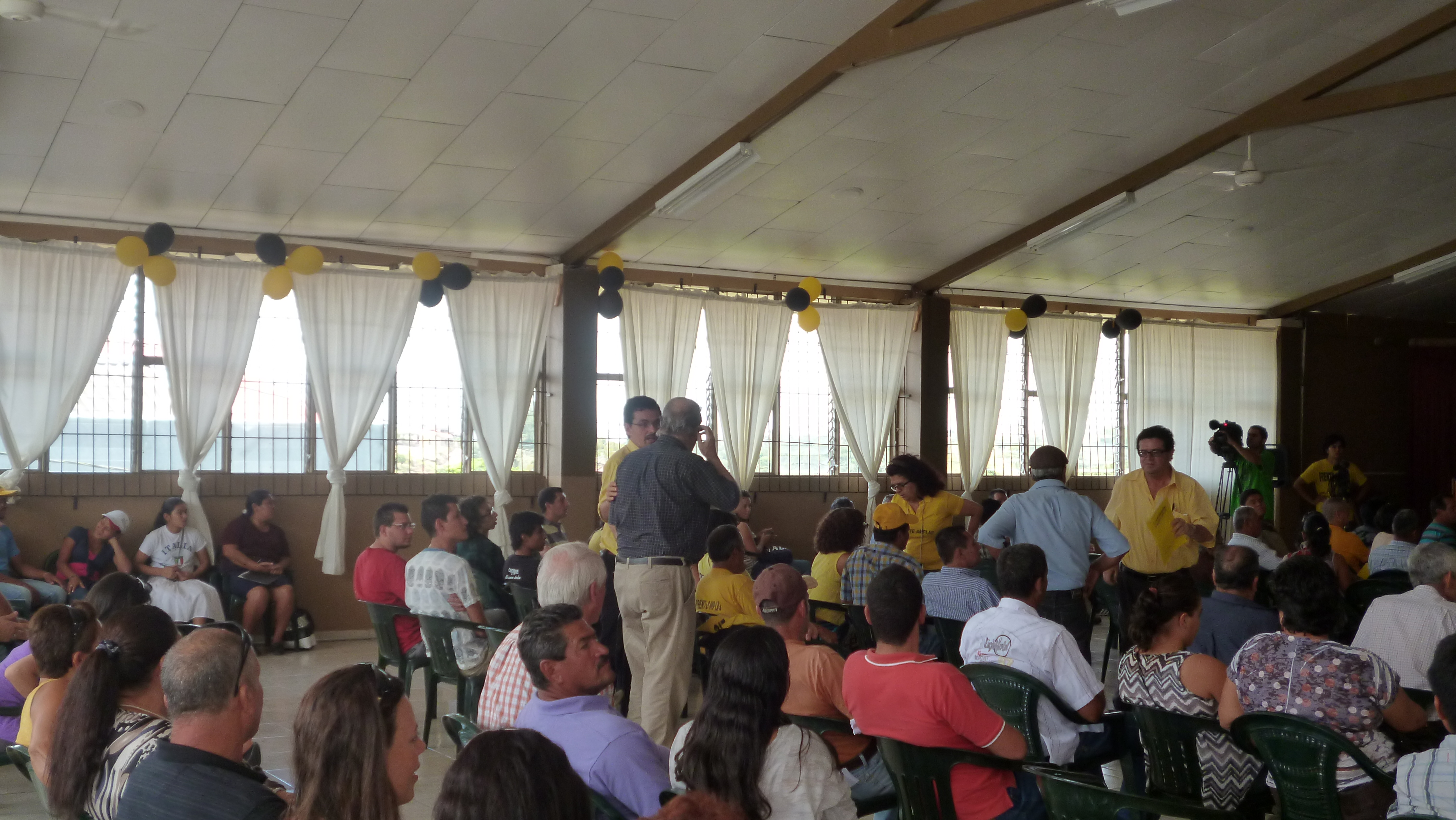
Villalta junto a sus partidarios en una asamblea.

Durante el proceso electoral diversas encuestas mostraron al candidato del Frente Amplio, José María Villalta, en los primeros lugares de preferencia, a menudo de segundo después de Araya y de primero en dos encuestas de Unimer publicadas por La Nación. Esto es un hecho histórico en Costa Rica en donde nunca en su historia posterior a 1948, un candidato de izquierda tuvo tanto respaldo electoral. De hecho la última vez en que un candidato izquierdista obtuvo tal respaldo fue en las elecciones de 1940 cuando Manuel Mora Valverde fue el segundo candidato más votado. En la mayoría de las encuestas el liberal Otto Guevara aparecía de tercero y/o en empate técnico con Villalta.
Esto motivó en buena medida ataques y acusaciones hacia Villalta y su partido acusándolo de simpatizar con Hugo Chávez y Daniel Ortega (tema sensible en Costa Rica, además, dados los enfrentamientos fronterizos con Nicaragua), de ser comunista y de querer implementar políticas autoritarias. Araya realizó su publicidad enfocándose en el mensaje de ser la opción de centro frente a Villalta a quien acusaba de extrema izquierda y a Guevara a quien señalaba como de extrema derecha, una campaña muy similar a la aplicada cuatro años atrás por Laura Chinchilla. La publicidad de Guevara fue aún más agresiva e incluso en los debates aprovechaba preguntas a otros candidatos para atacar a Villalta sin que pudiera responder. También enfocó su campaña en ataques hacia Araya y Solís. Incluso se dieron casos de empresas que aprovechaban su publicidad para llamar a no votar por Villalta, casos de la empresa de cosméticos Avon con su catálogo y de Subway en un correo electrónico a sus empleados, situación que fue detenida por el Tribunal Supremo de Elecciones. El excandidato presidencial y líder histórico del Partido Acción Ciudadana, Ottón Solís, entonces candidato a diputado, defendió a Villalta aduciendo que era incorrecto usar campaña sucia y llamarlo chavista, y que él mismo había sido acusado de lo mismo cuando fue candidato. El caso de la empresa Subway causó mucha polémica y motivó también una protesta por parte del PRT, la cual fue apoyada por el Partido Patria Nueva y el Frente Amplio, y atacada por el Partido Liberación Nacional.
Villalta por su parte se defendió asegurando que se estaba orquestando una campaña del miedo en su contra similar a la que se realizó durante el Referéndum del TLC con Estados Unidos y que buscaban desviar la atención sobre la situación de crisis económica de Costa Rica con lo que sucedía en otros países como Venezuela. Villalta también afirmó no tener vínculos con el chavismo y considerarse él mismo y su partido herederos del comunismo a la tica, de las luchas dadas por el histórico Vanguardia Popular y de los líderes de izquierda costarricenses como Manuel Mora y Carmen Lyra que son beneméritos de la patria. La existencia de esta campaña del miedo fue denunciada también por el presidente del Partido Patria Nueva, Álvaro Montero Mejía. En su defensa, Villalta incluso sacó a relucir el pasado revolucionario de Araya quien en los setenta militó en el grupo guerrillero Movimiento Revolucionario del Pueblo haciendo uso del pseudónimo "comandante Rubén".

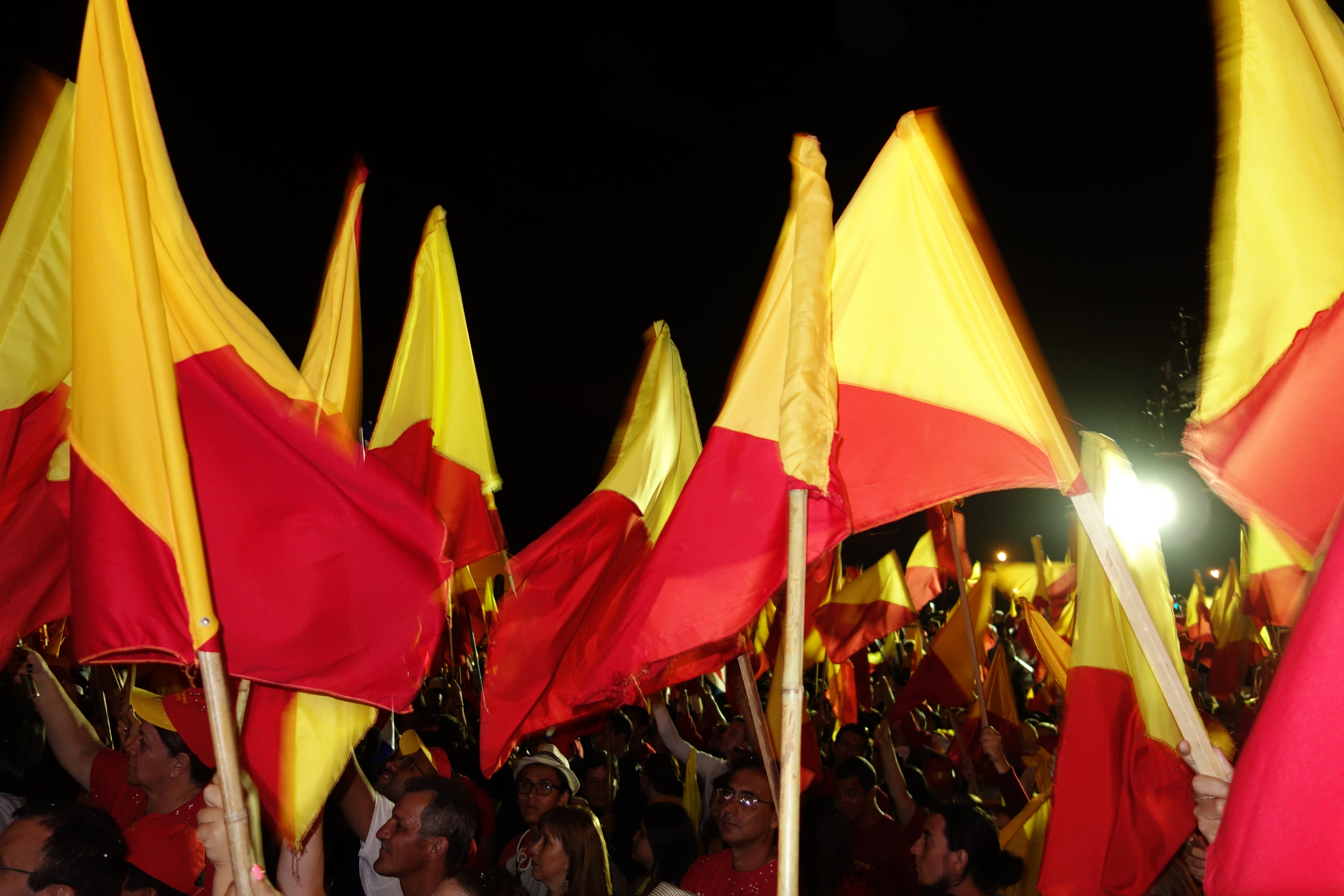
Celebración de seguidores del Partido Acción Ciudadana en Plaza Roosevelt

#### Verde Ecologista
Se postuló como candidato Carlos Roberto Arrieta Jiménez por el Partido Verde Ecologista, en Cartago pero no obtuvo representación legislativa.

#### Accesibilidad Sin Exclusión
El 28 de julio el exdiputado Óscar López fue elegido candidato presidencial y a diputado por la Asamblea Nacional del Partido Accesibilidad Sin Exclusión en medio de protestas por parte de partidarios molestos por los cuestionamientos legales y financieros que afronta el partido. Se escogió como candidatos vicepresidenciales a Zulema Villalta y Miguel Calderón quienes también son candidatos a diputados. La reina de belleza Magaly Camacho fue elegida candidata a diputada por Cartago.

### Planteamientos y polémicas

#### Reconocimiento a parejas del mismo sexo
Un tema que se tocó en la campaña ha sido respecto a los derechos de la comunidad GLBTI en Costa Rica y la legalización de alguna figura jurídica que reconozca las uniones de parejas del mismo sexo. Se manifestaron a favor aspirantes como Rodolfo Hernández del PUSC, José Manuel Echandi del PAN (ambos de centroderecha), si bien Echandi mencionó no estar a favor del matrimonio pero sí del reconocimiento a la unión civil de parejas del mismo sexo, José María Villalta del FA (izquierda), Johnny Araya Monge del socialdemócrata PLN (quien también aduce no apoyar el matrimonio pero si el reconocimiento de derechos a las uniones homosexuales) y los entonces precandidatos del PAC Luis Guillermo Solís y Juan Carlos Mendoza. Prácticamente todos los candidatos de los partidos principales se manifiestan a favor de las sociedades de convivencia más no del matrimonio igualitario

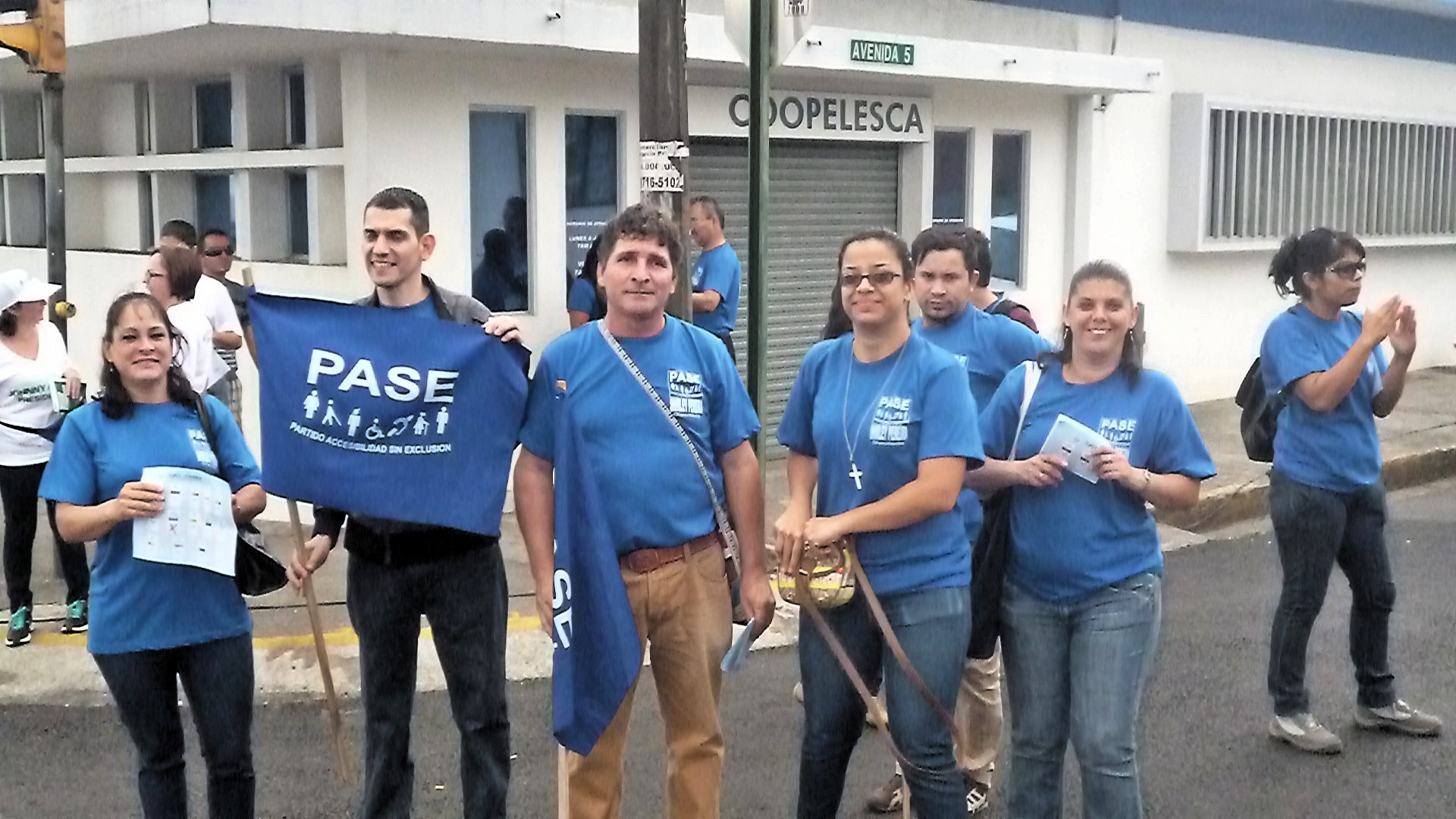
Simpantizantes de Accesibilidad Sin Exclusión.

#### Tráfico de influencias
El conservador Ricardo Martinelli, presidente de Panamá, dijo en una visita al país que él votaría por Araya si fuera costarricense, posteriormente se destapó un escándalo de presunto tráfico de influencias que involucra a Araya, Martinelli y el jefe de campaña de Araya, Antonio Álvarez Desanti, por supuesta compra irregular de terrenos en territorios indígenas panameños de parte de Desanti

#### Coalición de partidos
Tras el triunfo de Rodolfo Hernández en la convención socialcristiana éste adujo públicamente que él debía ser el candidato de toda la oposición sin necesidad de realizar una elección primaria opositora, invitando abiertamente a los principales partidos PAC, ML, FA y PASE a sumarse. Propuesta que fue rápidamente rechazada por los líderes de estos partidos como Otto Guevara del ML, Luis Guillermo Solís del PAC, José María Villalta del FA y Óscar Andrés López Arias del PASE quienes negaron la posibilidad de ir en coalición con Hernández, entre otras cosas, por su vínculo con el expresidente Calderón, lo que llevó al periódico La Nación a escribir el titular "Triunfo del doctor Rodolfo Hernández en el PUSC apaga la idea de una gran coalición opositora"

#### Voto desde el exterior
Dado que estas serán las primeras elecciones costarricenses en que puedan votar los radicados en el exterior, José Manuel Echandi abrió el primer club de un partido político costarricense en el extranjero, en la ciudad de Nueva York, Estados Unidos

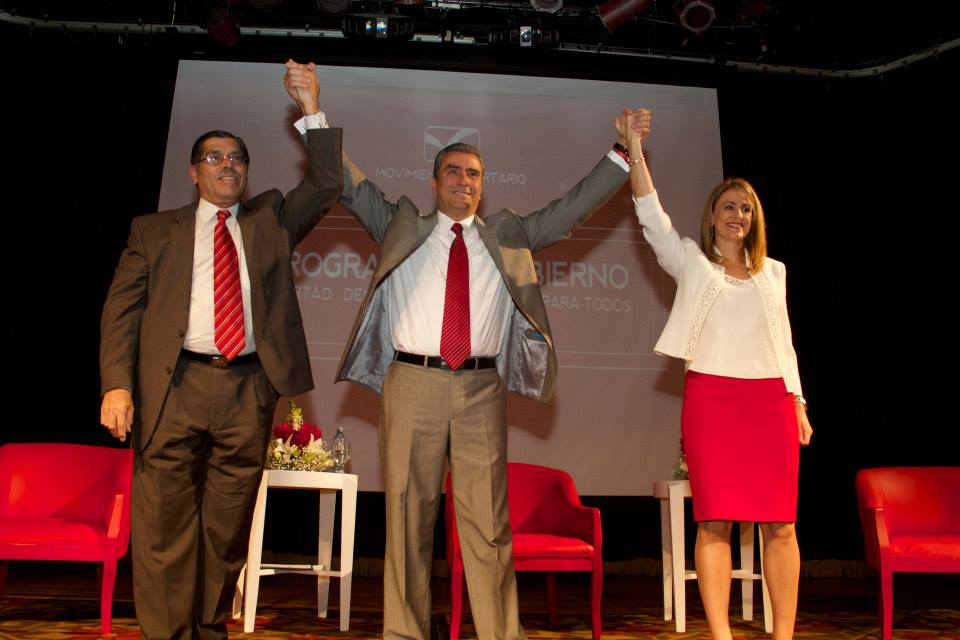
Otto Guevara junto a sus candidatos vicepresidenciales Thelmo Vargas y Abril Gordienko.

#### Adhesiones
El 30 de julio de 2013 la bancada de diputados del PASE conformada por el expresidente del Congreso Víctor Emilio Granados, el jefe de fracción Martín Monestel y la exesposa de Óscar López, Rita Chaves Casanova, le dieron la adhesión a la candidatura presidencial de Johnny Araya aduciendo que estaba mejor preparado que López (el candidato de su partido) para ser presidente también hubo acercamientos del equipo de campaña de Araya con diputados del PUSC y del Movimiento Libertario. Luis Guillermo Solís por su parte recibió el apoyo del histórico líder de su partido Ottón Solís, la modelo Leonora Jiménez y las ex primeras damas Margarita Penón y Josette Altmann.

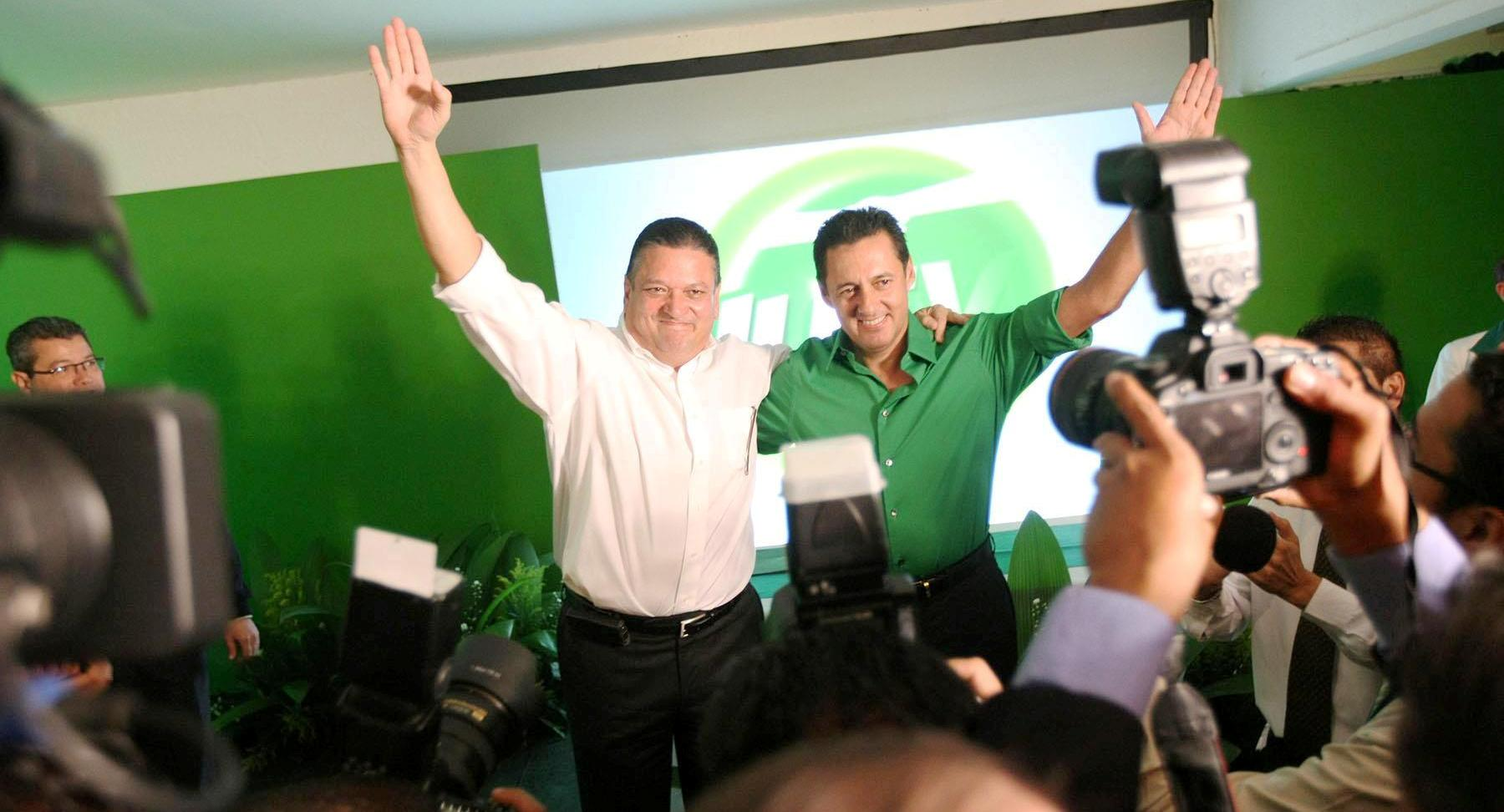
Araya y Desanti.

El pensador liberal, exdiputado y cofundador del Movimiento Libertario, Federico Malavassi, dio su apoyo a Rodolfo Hernández. Otras figuras provenientes de la derecha como Jorge Guardia, Carlos Góngora, Gonzalo Fajardo, Danilo Chaverri, Rolando Laclé y Luis Loría expresidente de la Asociación Nacional de Fomento Económico también dieron su respaldo a Hernández lo que hizo que sus detractores políticos acusaran a Hernández de ser neoliberal.
Por otro lado, Villalta recibió la adhesión del comediante y cineasta Hernán Jiménez, quien colaboró en la campaña como publicista, y del Movimiento Diversidad que lucha por los derechos del colectivo GLBTI. Otras adhesiones que destacó la prensa fueron la recibida por Luis Guillermo Solís de 47 académicos de las universidad estatales y 50 lideresas femeninas de sectores sociales, cooperativo y sindical y la supuesta adhesión de líderes indígenas a Johnny Araya que fue publicitada mediante un comunicado de prensa del liberacionista. Sin embargo, la Mesa Nacional Indígena aclaró poco después que ninguno de sus dirigentes habían dado la adhesión a Araya y que la declaración fue falsa, que se habían limitado a reunirse con los candidatos Araya y Luis Guillermo Solís y que ambos habían manifestado el apoyo a causas indígenas
En setiembre de 2013 el diputado y excandidato presidencial del PUSC, Luis Fishman, dio su adhesión al candidato liberacionista Johnny Araya. Mientras el expresidente socialcristiano Abel Pacheco dio su respaldo a Rodolfo Hernández.

Luis Guillermo Solís recibe el 11 de octubre la adhesión adicional del partido Alianza Patriótica. Otto Guevara recibió la adhesión del Partido Unión Nacional nombrando a su presidente Arturo Acosta jefe de campaña, el PUN ya no se encuentra inscrito formalmente, pero tiene el nombre de las mismas agrupaciones políticas liberales que llevaron a varios presidentes al poder y su último candidato fue José Manuel Echandi.

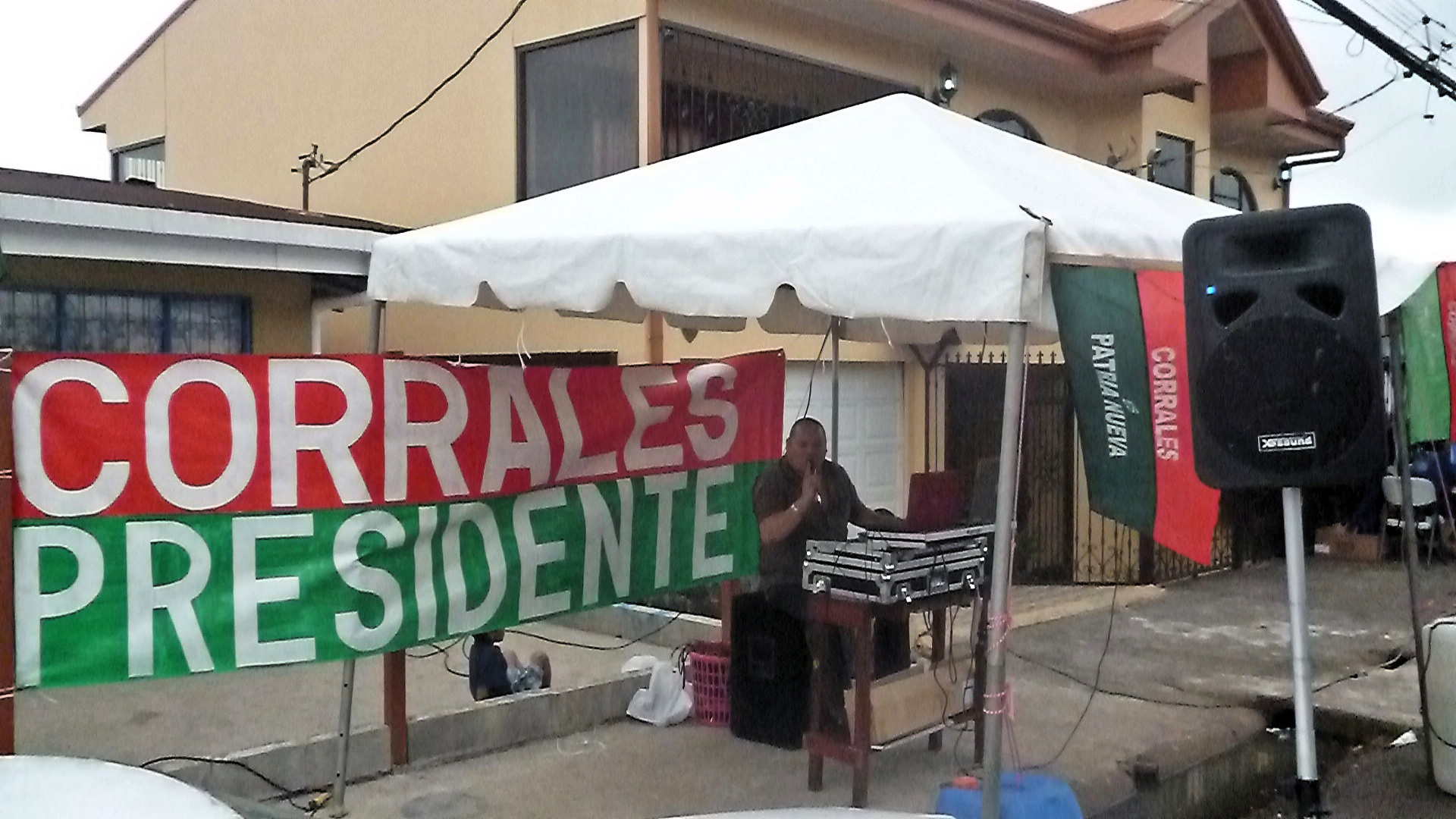
Simpatizantes del Partido Patria Nueva

#### Debates
El Tribunal Supremo de Elecciones organizó un debate con todos los candidatos, dividido en varios bloques ya que son muy numerosos, así mismo los principales medios de comunicación organizaron debates aunque en la mayoría de los casos limitados a los cinco candidatos principales.

#### Redes sociales
Diversos analistas consideran que esta ha sido la campaña política costarricense hasta la fecha en que más influencia tuvo las redes sociales. Según Carlos Paniagua de Unimer el PAC supo capitalizar el uso de redes mejor que su rival liberacionista Johnny Araya, quien reconoció haber fallado en eso y haberse enfocado en una campaña más tradicional, que no necesariamente llega a sectores como jóvenes, profesionales y clase media en los que los partidos tradicionales son más débiles. Araya aseguró que imitaría esta estrategia.
Uno de los elementos más interesantes de la campaña a este respecto fueron los famosos “memes” pues a raíz de la misma surgieron muchísimas publicaciones humorísticas de todos los candidatos que se volvieron virales. Uno de los memes más famosos fue el de «Otto Agachado» en referencia a la inusual posición del candidato Otto Guevara durante una oración en una reunión de candidatos en el canal cristiano Enlace y que se viralizó.

#### Encuestas electorales
El 27 de enero Semanario Universidad reportó que el periódico La Nación decidió no hacer pública una encuesta que había contratado a la empresa Unimer, aduciendo que podría influir inadecuadamente en las elecciones. La veda electoral que prohíbe publicar encuestas entra en vigor el 30 de enero. La página web de Semanario sufrió varios ataques informáticos que no han sido esclarecidos. Pasados los comicios en primera ronda, la jefa de investigación de La Nación, Giannina Segnini, renunció aduciendo: «una serie de decisiones editoriales de este diario, fundamentadas en razones que considero ajenas al periodismo, me impiden continuar trabajando para esta empresa».
En la campaña de segunda ronda, según palabras del jefe de campaña del PLN, Álvarez Desanti en entrevista a La Nación, el equipo de campaña liberacionista tuvo acceso a diversas encuestas de las empresas CID Gallup (contratada por el partido), Demoscopía y Borge y Asociados (esta para la revista Poder) en las cuales el PLN perdía en todas las provincias y en los mejores escenarios Solís recibía un respaldo de 70%, esto motivó a Araya a abandonar la contienda electoral

## Campaña segunda ronda
Los excandidatos Otto Guevara, José María Villalta y Óscar López aseguraron que no apoyarían oficialmente a ninguno de los dos candidatos del balotaje, mientras el candidato trotskista Héctor Monestel hizo un llamado a los electores a abstenerse. El candidato conservador cristiano Carlos Avendaño dio su apoyo a Araya. El Comité Ejecutivo del Frente Amplio emitió un comunicado donde invita a sus partidarios a meditar el voto según las posiciones de los dos candidatos respecto a un listado de temas. Rodolfo Piza por su parte aseguró que mediataría el apoyo a segunda ronda dependiendo de una serie de temas valóricos. El Comité Ejecutivo de Patria Nueva llamó a votar críticamente por Luis Guillermo Solís, al tiempo que celebró el gran éxito obtenido por el Frente Amplio.
Solís recibió la adhesión del expresidente socialcristiano Abel Pacheco de la Espriella de cara a la segunda ronda, quien adujo que Solís era el más cercano a la doctrina social de la Iglesia.
La campaña de Araya para la segunda ronda se posicionó desde un fuerte conservadurismo, manifestando su oposición férrea al aborto, el matrimonio homosexual y la fertilización in vitro en un esfuerzo por ganarse el voto cristiano (el Partido Acción Ciudadana tampoco está a favor del aborto ni del matrimonio homosexual, aunque sí favorece el proyecto de ley de sociedades de convivencia que legaliza las uniones de parejas del mismo sexo con una figura diferente al matrimonio). La prensa resaltó que la posición de Araya en el caso del aborto en casos de violación fue diferente en años anteriores.
El 5 de marzo de 2014 Araya anunció su renuncia o retiro de la campaña electoral aduciendo falta de recursos y el que los sondeos populares internos del partido y de medios externos no le eran favorables. Debido a que la Constitución no permite a los candidatos renunciar en caso de una segunda ronda, la convocatoria a elecciones se mantiene y Araya aparecería en la papeleta. Araya afirmó que se tomaría unos días de vacaciones y que luego visitaría el país en giras de agradecimiento, para luego ejercer como un líder de la oposición, proclamado como tal por la fracción electa liberacionista. Solís por su parte hizo un llamado a la ciudadanía a votar, afirmó que aún con el retiro del candidato dirigentes locales, diputados electos y miembros de la Juventud Liberacionista continúan llamando a votar por Johnny Araya y que continuará la campaña como si este no hubiera renunciado
Una semana después, el 10 de marzo, el Directorio Político del PLN anunció que continuarán la campaña, nombrarán un nuevo equipo de campaña y solicitó al candidato a vicepresidente Jorge Pattoni Sáenz que asumiera el liderazgo. Pattoni declinó
Solís recibió la adhesión de diversas personalidades, entre ellas el escritor Alfonso Chase, el actor Bismark Méndez, la modelo Kathryn Arbenz, las actrices Rocío Carranza y Thelma Darkings, el músico Jaime Gamboa, el activista pro-derechos de la comunidad LGBTI Marco Castillo, el alpinista Warner Rojas y el periodista Freddy Serrano. Estos junto a las adhesiones ya conocidas de personajes como el expresidente Pacheco, las ex primeras damas Margarita Penón y Jossette Altman y la modelo Leonora Jiménez participaron en spots publicitarios. El excandidato de Patria Nueva, José Miguel Corrales, afirmó que votaría por Solís fue basada en plaza tío conejo nivel uno puntuales más alto dos duró 1 día con el día siguiente de vacaciones hasta el 8 de mayo  8 de mayo traspaso de poderes

## Presidente y Vicepresidentes

### Primera vuelta
Tras las votaciones del 2 de febrero de 2014, ningún candidato obtuvo el 40 % de votos emitidos, requisito constitucional para ser elegido presidente. El Tribunal Supremo de Elecciones realizará una segunda ronda de votaciones el 6 de abril de 2014, en la que competirán solamente los dos candidatos con mayor cantidad de votos obtenidos en la primera ronda. En un total de 1602524 votos emitidos, 1570896 fueron válidos. El resto fueron votos en blanco o nulos, y se calculó un 31,75% de abstención.
|  | 30.63 % |

|  | 29.71 % |

|  | 17.25 % |

|  | 11.34 % |

|  | 6.02 % |

|  | 1.50 % |

|  | 1.35 % |

|  | 0.81 % |

|  | 0.50 % |

|  | 0.29 % |

|  | 0.24 % |

|  | 0.21 % |

|  | 0.15 % |

|  | 97.92 % |

|  | 0.27 % |

|  | 1.81 % |

|  | 100.00 % |

|  | 68.80 % |

#### Por provincia

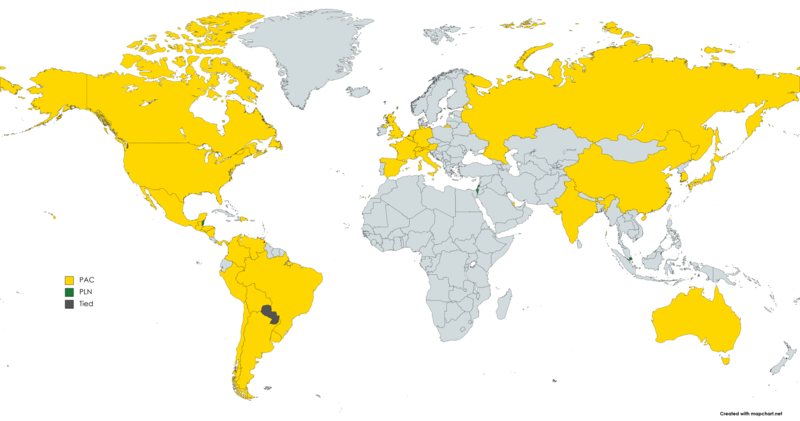
Resultados en segunda ronda por voto en el extranjero, en dorado el Partido Acción Ciudadana, en verde el Partido Liberación Nacional y en gris empates.

| Provincia  | Solís (PAC) | Solís (PAC) | Araya (PLN) | Araya (PLN) | Villalta (FA) | Villalta (FA) | Guevara (ML) | Guevara (ML) | Piza (PUSC) | Piza (PUSC) | Corrales (PPN) | Corrales (PPN) | Otros  | Otros  |      |
| Provincia  | Votos       | %           | Votos       | %           | Votos         | %             | Votos        | %            | Votos       | %           | Votos          | %              | Votos  | %      |      |
| ---------- | ----------- | ----------- | ----------- | ----------- | ------------- | ------------- | ------------ | ------------ | ----------- | ----------- | -------------- | -------------- | ------ | ------ | ---- |
| Provincia  | Alajuela    | 124.172     | 31,05       | 119.081     | 29,78         | 73.333        | 18,34        | 41.389       | 10,35       | 21.443      | 5,36           | 8.511          | 2,13   | 11.917 | 2,97 |
| Cartago    | 89.965      | 34,80       | 71.981      | 27,85       | 37.969        | 14,69         | 29.391       | 11,37        | 16.357      | 6,33        | 5.492          | 2,12           | 7.338  | 2,84   |      |
| Guanacaste | 20.277      | 14,87       | 55.598      | 40,78       | 26.099        | 19,14         | 17.413       | 12,77        | 10.690      | 7,84        | 1.212          | 0,89           | 4.516  | 3,71   |      |
| Heredia    | 85.093      | 38,58       | 56.900      | 25,80       | 36.437        | 16,52         | 21.699       | 9,84         | 11.538      | 5,23        | 2.668          | 1,21           | 6.240  | 2,82   |      |
| Limón      | 20.619      | 14,57       | 41.368      | 29,24       | 31.367        | 22,17         | 25.640       | 18,12        | 10.929      | 7,72        | 1.112          | 0,79           | 10.454 | 7,39   |      |
| Puntarenas | 22.956      | 14,10       | 55.963      | 34,38       | 37.762        | 23,20         | 23.735       | 14,58        | 13.769      | 8,46        | 1.169          | 0,72           | 7.417  | 4,56   |      |
| San José   | 265.637     | 36,23       | 209.006     | 28,50       | 111.109       | 15,15         | 73.552       | 10,03        | 38.814      | 5,29        | 10.621         | 1,45           | 24.517 | 3,35   |      |
| Total      | 628.719     | 30,63       | 609.897     | 29,71       | 354.076       | 17,25         | 232.819      | 11,34        | 123.540     | 6,02        | 30.785         | 1,50           | 72.919 | 3,55   |      |

#### Voto en el exterior
|                      |                     |       |        |        |          |         |        |          |        |           |
| País                 | Ciudad              | Mesas | Solís  | Araya  | Villalta | Guevara | Piza   | Corrales | Otros  | Inscritos |
| -------------------- | ------------------- | ----- | ------ | ------ | -------- | ------- | ------ | -------- | ------ | --------- |
| Alemania             | Berlín              | 1     | 53.33% | 10.67% | 30.67%   | 1.33%   | 1.33%  | 2.67%    | 0      | 166       |
| Argentina            | Buenos Aires        | 1     | 37.31% | 17.91% | 35.82%   | 5.97%   | 2.99%  | 0        | 0      | 128       |
| Australia            | Sídney              | 1     | 59.26% | 14.81% | 18.52%   | 0       | 3.70%  | 0        | 0      | 56        |
| Austria              | Viena               | 1     | 59.26% | 25.00% | 25.00%   | 4.17%   | 0      | 0        | 0      | 56        |
| Bélgica              | Bruselas            | 1     | 55.26% | 15.79% | 21.05%   | 7.89%   | 0      | 0        | 0      | 53        |
| Belice               | Belmopán            | 1     | 0      | 100%   | 0        | 0       | 0      | 0        | 1.05%  | 3         |
| Bolivia              | La Paz              | 1     | 53.85% | 23.08% | 15.38%   | 7.69%   | 0      | 0        | 0      | 31        |
| Brasil               | Brasilia            | 1     | 54.55% | 18.18% | 9.09%    | 18.18%  | 0      | 0        | 0      | 33        |
| Canadá               | Toronto             | 1     | 34.09% | 20.45% | 20.45%   | 6.82%   | 11.36% | 0        | 6%     | 141       |
| Canadá               | Ottawa              | 1     | 49.06% | 28.30% | 11.32%   | 9.43%   | 0      | 0        | 1%     | 343       |
| China                | Beijing             | 1     | 62.96% | 11.11% | 7.41%    | 11.11%  | 7.41%  | 0        | 0      | 71        |
| Chile                | Santiago            | 1     | 41.18% | 20.59% | 14.71%   | 17.65%  | 1.47%  | 2.94%    | 1.47%  | 115       |
| Colombia             | Bogotá              | 1     | 37.04% | 37.04% | 18.52%   | 3.70%   | 3.70%  | 0        | 0      | 138       |
| Corea del Sur        | Seúl                | 1     | 73.33% | 26.67% | 0        | 0       | 0      | 0        | 0      | 21        |
| Cuba                 | La Habana           | 1     | 21.05% | 26.32% | 42.11%   | 0       | 0      | 0        | 10%    | 31        |
| Ecuador              | Quito               | 1     | 28.57% | 28.57% | 35.71%   | 0       | 0      | 7.14%    | 0      | 47        |
| El Salvador          | San Salvador        | 1     | 29.47% | 44.21% | 14.74%   | 10.53%  | 0      | 0        | 1.05%  | 169       |
| España               | Madrid              | 1     | 49.07% | 24.07% | 16.67%   | 6.48%   | 1.85%  | 1.85%    | 0      | 363       |
| Estados Unidos       | Washington D. C.    | 2     | 38.51% | 17.39% | 17.39%   | 20.50%  | 5.59%  | 0.62%    | 0      | 1021      |
| Estados Unidos       | Nueva York          | 4     | 40.87% | 29.13% | 12.17%   | 10.43%  | 3.91%  | 0.87%    | 2%     | 2657      |
| Estados Unidos       | Atlanta             | 2     | 44.33% | 29.90% | 9.28%    | 7.22%   | 8.25%  | 1.03%    | 0      | 973       |
| Estados Unidos       | Houston             | 2     | 39.29% | 19.05% | 14.29%   | 5.95%   | 13.10% | 3.57%    | 4%     | 839       |
| Estados Unidos       | Los Ángeles         | 3     | 45.10% | 15.69% | 13.73%   | 11.76%  | 7.84%  | 1.96%    | 2%     | 1487      |
| Francia              | París               | 1     | 41.00% | 18.00% | 29.00%   | 5.00%   | 6.00%  | 0        | 1%     | 191       |
| Guatemala            | Ciudad de Guatemala | 1     | 31.15% | 36.89% | 8.20%    | 15.57%  | 7.38%  | 0        | 1%     | 227       |
| Honduras             | Tegucigalpa         | 1     | 39.44% | 40.85% | 5.63%    | 9.86%   | 2.82%  | 1.41%    | 0      | 146       |
| India                | Nueva Delhi         | 1     | 75.00% | 25%    | 18.52%   | 0       | 3.70%  | 0        | 0      | 6         |
| Israel               | Tel Aviv            | 1     | 11.76% | 70.59% | 17.65%   | 0       | 3.70%  | 0        | 0      | 56        |
| Italia               | Roma                | 1     | 40.00% | 42.00% | 6.00%    | 2.00%   | 6.00%  | 4.00%    | 0      | 114       |
| Japón                | Tokio               | 1     | 40.00% | 20.00% | 20.00%   | 0       | 6.67%  | 13.33%   | 0      | 39        |
| México               | Ciudad de México    | 1     | 43.38% | 23.53% | 13.97%   | 10.29%  | 3.68%  | 3.68%    | 1%     | 390       |
| México               | Guadalajara         | 1     | 64.71% | 23.53% | 5.88%    | 5.88%   | 0      | 0        | 0      | 28        |
| Nicaragua            | Managua             | 1     | 41.94% | 25.81% | 12.90%   | 12.90%  | 3.23%  | 0        | 3.23%  | 86        |
| Nicaragua            | Rivas               | 1     | 0      | 0      | 0        | 0       | 0      | 0        | 0      | 16        |
| Nicaragua            | Chinandega          | 1     | 18.75% | 68.75% | 0        | 6.25%   | 6.25%  | 0        | 0      | 28        |
| Noruega              | Oslo                | 1     | 33.33% | 9.52%  | 42.86%   | 4.76%   | 4.76%  | 0        | 4.76%  | 40        |
| Países Bajos         | La Haya             | 1     | 71.70% | 9.43%  | 18.87%   | 0       | 0      | 0        | 0      | 100       |
| Panamá               | Ciudad de Panamá    | 1     | 40.91% | 37.88% | 6.06%    | 7.58%   | 6.06%  | 1.52%    | 0      | 183       |
| Panamá               | David               | 1     | 40.91% | 37.88% | 6.06%    | 7.58%   | 6.06%  | 1.52%    | 0      | 183       |
| Paraguay             | Asunción            | 1     | 11.11% | 44.44% | 22.22%   | 0       | 3.70%  | 0        | 22.22% | 10        |
| Perú                 | Lima                | 1     | 34.21% | 36.84% | 13.16%   | 5.26%   | 5.26%  | 0        | 4%     | 89        |
| Catar                | Doha                | 1     | 27.27% | 63.64% | 0        | 9.09%   | 0      | 0        | 0      | 19        |
| Reino Unido          | Londres             | 1     | 55.56% | 12.70% | 15.87%   | 7.94%   | 7.94%  | 0        | 0      | 53        |
| República Dominicana | Santo Domingo       | 1     | 35.71% | 33.33% | 4.76%    | 14.29%  | 4.76%  | 2.38%    | 4.76%  | 83        |
| Rusia                | Moscú               | 1     | 30.00% | 10.00% | 40.00%   | 10.00%  | 0      | 0        | 10.00% | 26        |
| Singapur             | Singapur            | 1     | 30.77% | 53.85% | 0        | 7.69%   | 7.69%  | 0        | 0      | 28        |
| Suiza                | Berna               | 1     | 46.15% | 24.62% | 20.00%   | 6.15%   | 1.54%  | 1.54%    | 0      | 162       |
| Trinidad y Tobago    | Puerto España       | 1     | 50.00% | 50.00% | 0        | 0       | 0      | 0        | 0      | 4         |
| Uruguay              | Montevideo          | 1     | 75.00% | 12.50% | 12.50%   | 0       | 3.70%  | 0        | 0      | 15        |
| Venezuela            | Caracas             | 1     | 36.36% | 45.45% | 9.09%    | 9.09%   | 0      | 0        | 0      | 162       |
| Fuente TSE.          |                     |       |        |        |          |         |        |          |        |           |

### Segunda vuelta

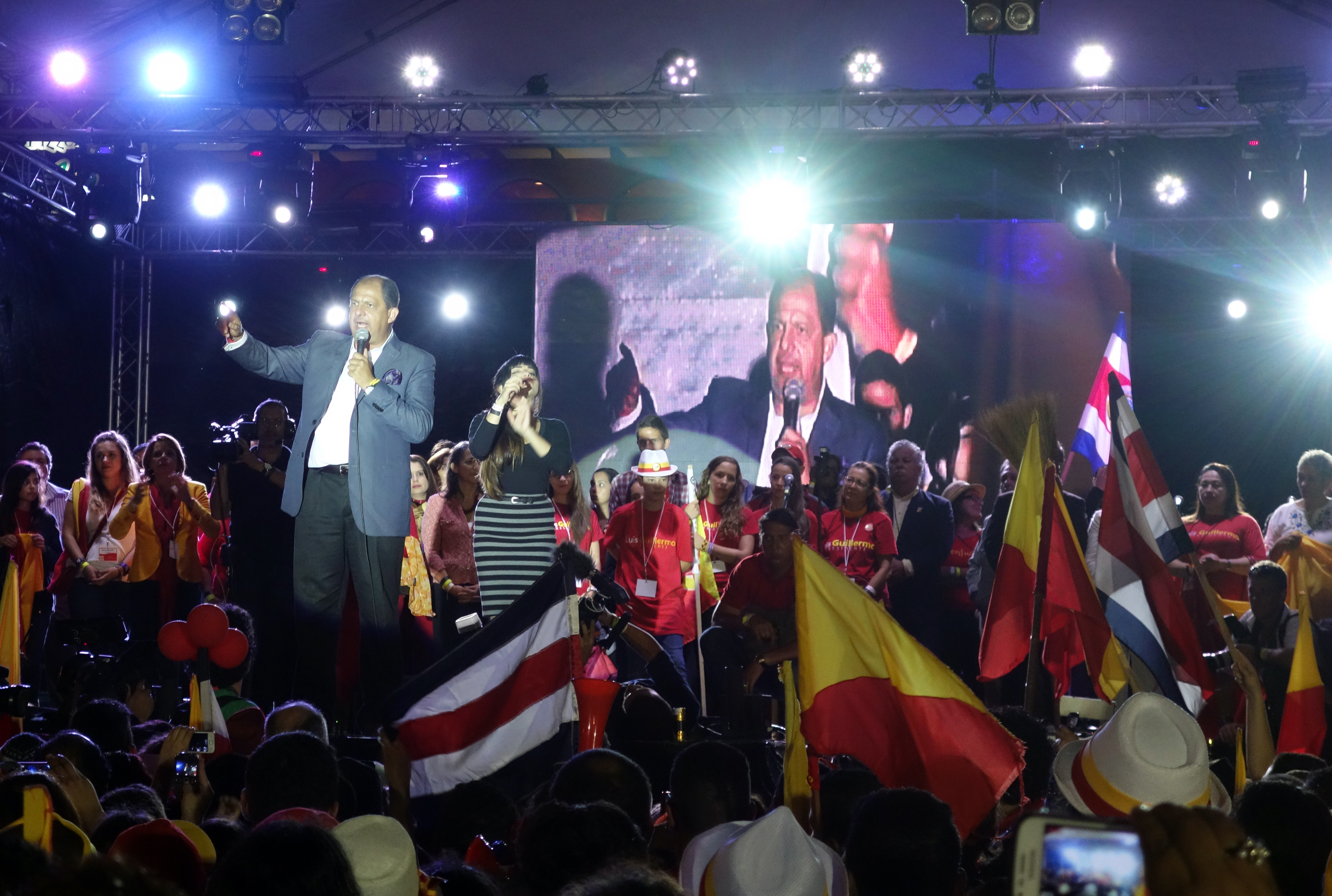
Luis Guillermo Solís dando su primer discurso como presidente electo en Plaza Roosevelt en San Pedro después de la segunda ronda de las elecciones presidenciales

En segunda ronda Solís obtuvo 77.9% de los votos y Araya obtuvo 20%, con un abstencionismo de 43% ligeramente inferior al abstencionismo del balotaje anterior en 2002. El resultado fue descrito como una aplastante victoria por medios internacionales. Solís recibió la mayor cantidad de votos en un proceso electoral de un candidato costarricense.
Tras darse los resultados Araya y el presidente del PLN Bernal Jiménez reconocieron la derrota, felicitaron a Solís y afirmaron que realizarían una oposición constructiva y responsable. Solís dio su discurso de la victoria esa noche afirmando que su gobierno daría prioridad entre otras cosas a combatir la corrupción, impulsar la participación ciudadana y combatir el maltrato a los animales. Al día siguiente asistió a una ceremonia religiosa ecuménica en la Iglesia Episcopal donde oró junto a representantes de diversas comunidades espirituales del país como católicos, luteranos, anglicanos, musulmanes y budistas.
Tras el resultado Solís fue felicitado por la presidenta Laura Chinchilla desde Casa Presidencial. El secretario de Estado estadounidense John Kerry manifestó que su gobierno «está preparado para colaborar con la futura Administración de Solís en valores compartidos y áreas de interés común como la energía, la educación, la seguridad ciudadana, la creación de empleos y el crecimiento económico.», el presidente de Bolivia Evo Morales felicitó lo que llamó «la victoria legal y legítima del hermano Luis Guillermo Solís», y el presidente guatemalteco Otto Pérez Molina celebró «el proceso democrático y electoral desarrollado por las autoridades y la ciudadanía de la hermana República de Costa Rica», también recibió felicitaciones del Ministerio de Exterior de Francia, el canciller salvadoreño Jaime Miranda, el mandatario venezolano Nicolás Maduro y el secretario general de la OEA José Miguel Insulza, entre otros.
Según Albrecht Koschützke y Hajo Lanz, directores de la socialdemócrata Fundación Friedrich Ebert para Centroamérica:

Las recientes elecciones en Costa Rica, El Salvador y Honduras permiten alimentar esperanzas de una mayor justicia social y una democracia más participativa, pero todavía no significan un giro a la izquierda en América Central. Son ante todo el resultado de una ostensible pérdida de prestigio de los partidos de derecha que tradicionalmente han gobernado

|  | 77.76 % |

|  | 22.24 % |

|  | 98.95 % |

|  | 0.16 % |

|  | 0.89 % |

|  | 100.00 % |

|  | 56.67 % |

#### Por provincia
| Provincia  | Solís (PAC) | Solís (PAC) | Araya (PLN) | Araya (PLN) |       |
| Provincia  | Votos       | %           | Votos       | %           |       |
| ---------- | ----------- | ----------- | ----------- | ----------- | ----- |
| Provincia  | Alajuela    | 266.437     | 78,93       | 71.125      | 21,07 |
| Cartago    | 180.650     | 80,33       | 44.232      | 19,67       |       |
| Guanacaste | 75.196      | 69,75       | 32.615      | 30,25       |       |
| Heredia    | 152.336     | 80,81       | 36.173      | 19,19       |       |
| Limón      | 87.852      | 77,56       | 25.422      | 22,44       |       |
| Puntarenas | 95.640      | 73,11       | 35.179      | 26,89       |       |
| San José   | 478.669     | 77,69       | 137.480     | 22,31       |       |
| Total      | 1.336.780   | 77,76       | 382.226     | 22,24       |       |

#### Votos del exterior
| País                 | Ciudad              | Mesas | Solís   | Araya  | Inscritos |
| -------------------- | ------------------- | ----- | ------- | ------ | --------- |
| Alemania             | Berlín              | 1     | 92.50%  | 7.50%  | 166       |
| Argentina            | Buenos Aires        | 1     | 85.71%  | 14.29% | 128       |
| Australia            | Sídney              | 1     | 96.15%  | 3.85%  | 56        |
| Austria              | Viena               | 1     | 100.00% | 0      | 56        |
| Bélgica              | Bruselas            | 1     | 89.29%  | 10.71% | 53        |
| Belice               | Belmopán            | 1     | 0       | 100%   | 3         |
| Bolivia              | La Paz              | 1     | 75.00%  | 25.00% | 31        |
| Brasil               | Brasilia            | 1     | 100%    | 0      | 33        |
| Canadá               | Toronto             | 1     | 83.33%  | 16.67% | 141       |
| Canadá               | Ottawa              | 1     | 82.93%  | 17.07% | 343       |
| China                | Beijing             | 1     | 85.19%  | 14.81% | 71        |
| Chile                | Santiago            | 1     | 76.79%  | 23.21% | 115       |
| Colombia             | Bogotá              | 1     | 79.31%  | 20.69% | 138       |
| Corea del Sur        | Seúl                | 1     | 76.92%  | 23.08% | 21        |
| Cuba                 | La Habana           | 1     | 82.35%  | 17.65% | 31        |
| Ecuador              | Quito               | 1     | 77.78%  | 22.22% | 47        |
| El Salvador          | San Salvador        | 1     | 59.09%  | 40.91% | 169       |
| España               | Madrid              | 1     | 89.06%  | 10.94% | 363       |
| Estados Unidos       | Washington D. C.    | 2     | 85.71%  | 14,29% | 1021      |
| Estados Unidos       | Nueva York          | 4     | 77.25%  | 22.75% | 2657      |
| Estados Unidos       | Atlanta             | 2     | 79.76%  | 20.24% | 973       |
| Estados Unidos       | Houston             | 2     | 81.82%  | 18.18% | 839       |
| Estados Unidos       | Los Ángeles         | 3     | 81.19%  | 18.81% | 1487      |
| Francia              | París               | 1     | 87.01%  | 12.99% | 191       |
| Guatemala            | Ciudad de Guatemala | 1     | 68.54%  | 31.46% | 227       |
| Honduras             | Tegucigalpa         | 1     | 68.29%  | 31.71% | 146       |
| India                | Nueva Delhi         | 1     | 100.00% | 0      | 6         |
| Israel               | Tel Aviv            | 1     | 33.33%  | 66.67% | 56        |
| Italia               | Roma                | 1     | 66.67%  | 33.33  | 114       |
| Japón                | Tokio               | 1     | 88.89%  | 11.11% | 39        |
| México               | Ciudad de México    | 1     | 77.08%  | 22.92% | 390       |
| México               | Guadalajara         | 1     | 83.33%  | 16.67% | 28        |
| Nicaragua            | Managua             | 1     | 86.21%  | 13.79% | 86        |
| Nicaragua            | Rivas               | 1     | 0       | 0      | 16        |
| Nicaragua            | Chinandega          | 1     | 84.62%  | 15,38% | 28        |
| Noruega              | Oslo                | 1     | 81.82%  | 18.18% | 40        |
| Países Bajos         | La Haya             | 1     | 91.49%  | 8.51%  | 100       |
| Panamá               | Ciudad de Panamá    | 1     | 75.93%  | 24.07% | 183       |
| Panamá               | David               | 1     | 71.43%  | 28.57% | 183       |
| Paraguay             | Asunción            | 1     | 50.00%  | 50.00% | 10        |
| Perú                 | Lima                | 1     | 70.00%  | 30.00% | 89        |
| Catar                | Doha                | 1     | 60.00%  | 40.00% | 19        |
| Reino Unido          | Londres             | 1     | 88.24%  | 11.76% | 53        |
| República Dominicana | Santo Domingo       | 1     | 80.00%  | 20.00% | 83        |
| Rusia                | Moscú               | 1     | 85.71%  | 14.29% | 26        |
| Singapur             | Singapur            | 1     | 88.89%  | 11.11% | 28        |
| Suiza                | Berna               | 1     | 80.00%  | 20.00% | 162       |
| Trinidad y Tobago    | Puerto España       | 1     | 100.00% | 0      | 4         |
| Uruguay              | Montevideo          | 1     | 100.00% | 0      | 15        |
| Venezuela            | Caracas             | 1     | 0       | 0      | 162       |
| Fuente TSE.          |                     |       |         |        |           |

## Geografía electoral
El Partido Acción Ciudadana ganó en las cuatro provincias del Valle Central; San José, Alajuela, Cartago y Heredia, seguido por el Partido Liberación Nacional y en tercer lugar el Frente Amplio. En las zonas costeras; Guanacaste, Limón y Puntarenas el ganador fue el PLN y el segundo partido más votado después de éste fue el FA y en Puntarenas el tercero fue el Movimiento Libertario. El FA ganó únicamente en los cantones de Los Chiles y Golfito. El PAC ganó el voto en el extranjero con el 41% de los votos. El voto de los privados de libertad que se emite en los centros penitenciarios lo ganó Johnny Araya, seguido de Villalta, Guevara, Piza y en quinto lugar Luis Guillermo Solís. El abstencionismo de los reclusos fue de 67%. En segunda ronda el PAC ganó por amplio margen todas las provincias y el voto en el extranjero.

## Elecciones Legislativas
Las elecciones legislativas de Costa Rica de 2014 fueron un proceso electoral que se realizaron el día 2 de febrero, paralelamente con las elecciones presidenciales. En ellas se eligieron a los 57 diputados y diputadas a la Asamblea Legislativa para el período 2014-2018. Con relación a la elección del período 2010-2014, en esta Henry Mora Jiménezoportunidad la provincia de Heredia contó con un representante adicional el cual se tomó de la representación de San José.
Las elecciones legislativas se realizaron paralelamente con las presidenciales el 2 de febrero para elegir a los 57 nuevos diputados que conformarían la Asamblea Legislativa para el período 2014-2018. En ellas el Partido Liberación Nacional recibió 18 diputados, convirtiéndose en la agrupación más grande con la mayor cantidad de votos a nivel nacional y primer lugar en las provincias Alajuela, Cartago, Guanacaste, Puntarenas y Limón.
Mientras tanto, el Partido Acción Ciudadana consiguió primer lugar en San José y Heredia. Este mismo recibió trece diputados, seguido por el Partido Frente Amplio con nueve, el Partido Unidad Social Cristiana con ocho, el Movimiento Libertario con cuatro, el Partido Renovación Costarricense con dos y tres otras agrupaciones con un diputado cada uno.

### Repartición
Los diputados se elegen por provincias y numéricamente se reparten:
- 19 para San José
- 11 para Alajuela
- 7 para Cartago
- 6 para Heredia
- 5 para Puntarenas
- 5 para Limón
- 4 para Guanacaste

### Resultados
|  | 25.71 % |

|  | 23.48 % |

|  | 13.14 % |

|  | 10 % |

|  | 7.94 % |

|  | 4.11 % |

|  | 4.06 % |

|  | 3.97 % |

|  | 2.06 % |

|  | 1.22 % |

|  | 1.17 % |

|  | 0.97 % |

|  | 0.63 % |

|  | 0.55 % |

|  | 0.28 % |

|  | 0.24 % |

|  | 0.22 % |

|  | 0.12 % |

|  | 0.10 % |

|  | 0.01 % |

|  | 97.72 % |

|  | 0.62 % |

|  | 1.66 % |

|  | 100.00 % |

|  | 68.38 % |

### Resultados por provincia
| Provincia  | Liberación Nacional | Liberación Nacional | Acción Ciudadana | Acción Ciudadana | Frente Amplio | Frente Amplio | Unidad Social Cristiana | Unidad Social Cristiana | Movimiento Libertario | Movimiento Libertario | Restauración Nacional | Restauración Nacional | Renovación Costarricense | Renovación Costarricense | Accesibilidad Sin Exclusión | Accesibilidad Sin Exclusión | Patria Nueva | Patria Nueva | Nueva Generación | Nueva Generación | Otro | Otro |   |
| Provincia  | %                   | S                   | %                | S                | %             | S             | %                       | S                       | %                     | S                     | %                     | S                     | %                        | S                        | %                           | S                           | %            | S            | %                | S                | %    | S    |   |
| ---------- | ------------------- | ------------------- | ---------------- | ---------------- | ------------- | ------------- | ----------------------- | ----------------------- | --------------------- | --------------------- | --------------------- | --------------------- | ------------------------ | ------------------------ | --------------------------- | --------------------------- | ------------ | ------------ | ---------------- | ---------------- | ---- | ---- | - |
| Provincia  | San José            | 23.5                | 5                | 27.2             | 5             | 12.1          | 2                       | 8.8                     | 2                     | 7.5                   | 2                     | 5.3                   | 1                        | 3.9                      | 1                           | 4.2                         | 1            | 2.0          | 0                | 1.8              | 0    | 3.5  | 0 |
| Alajuela   | 27.4                | 4                   | 25.2             | 3                | 14.0          | 2             | 8.3                     | 1                       | 7.7                   | 1                     | 3.2                   | 0                     | 4.0                      | 0                        | 4.1                         | 0                           | 3.0          | 0            | 0.8              | 0                | 2.4  | 0    |   |
| Cartago    | 24.4                | 2                   | 23.5             | 2                | 11.1          | 1             | 10.7                    | 1                       | 7.1                   | 0                     | 2.4                   | 0                     | 1.5                      | 0                        | 4.6                         | 0                           | 2.2          | 0            | 0.9              | 0                | 11.6 | 1    |   |
| Heredia    | 23.9                | 2                   | 31.5             | 2                | 12.7          | 1             | 9.1                     | 1                       | 7.6                   | 0                     | 4.7                   | 0                     | 2.4                      | 0                        | 3.9                         | 0                           | 1.6          | 0            | 1.0              | 0                | 1.6  | 0    |   |
| Puntarenas | 28.5                | 2                   | 12.8             | 1                | 14.8          | 1             | 15.3                    | 1                       | 9.0                   | 0                     | 4.2                   | 0                     | 3.3                      | 0                        | 3.9                         | 0                           | 0.9          | 0            | 1.3              | 0                | 5.9  | 0    |   |
| Limón      | 26.0                | 1                   | 10.5             | 0                | 15.9          | 1             | 11.4                    | 1                       | 10.6                  | 1                     | 3.2                   | 0                     | 12.6                     | 1                        | 3.6                         | 0                           | 0.9          | 0            | 0.9              | 0                | 4.4  | 0    |   |
| Guanacaste | 34.6                | 2                   | 11.5             | 0                | 16.0          | 1             | 14.0                    | 1                       | 9.0                   | 0                     | 3.5                   | 0                     | 4.6                      | 0                        | 1.6                         | 0                           | 2.4          | 0            | 0.5              | 0                | 2.2  | 0    |   |
| Total      | 25.7                | 18                  | 23.5             | 13               | 13.1          | 9             | 10.0                    | 8                       | 7.9                   | 4                     | 4.1                   | 1                     | 3.9                      | 1                        | 3.9                         | 1                           | 2.1          | 0            | 1.2              | 0                | 4.4  | 1    |   |

## Propuestas de gobierno
Los partidos políticos han publicado sus propuestas de gobierno para los distintos sectores económicos y sociales del país.
| Tema                                      | PLN | ML                                           | PAC                                                                                         | FA                                                    |
| ----------------------------------------- | --- | -------------------------------------------- | ------------------------------------------------------------------------------------------- | ----------------------------------------------------- |
| Reforma tributaria                        | Sí  | No                                           | Sí · Después de dos años tras la reducción de gastos del estado y de obra pública.          | Sí · Reforma fiscal progresiva y a artículos de lujo. |
| Unión civil entre personas del mismo sexo | Sí  | No · No se opone pero no se planea impulsar. | Sí                                                                                          | Sí                                                    |
| Matrimonio entre personas del mismo sexo  | No  | No                                           | No                                                                                          | Sí · No está incluido en el plan de gobierno.         |
| Legislación sobre la práctica del aborto  | No  | No                                           | En algunos casos · La posición personal del candidato fue extenderlo en casos de violación. | No                                                    |
| Estado laico                              | Sí  | Sí                                           | Sí                                                                                          | Sí                                                    |
| Ley de Bienestar Animal                   | Sí  | No                                           | Sí                                                                                          | Sí                                                    |
| Fecundación in vitro                      | Sí  | No                                           | Sí                                                                                          | Sí                                                    |
| Legalidad del cannabis                    | No  | No                                           | Estudiar el tema                                                                            | No                                                    |